# Gwanggaeto
Gwanggaeto de Grote (374-413, r. 391-413) was de negentiende monarch van Goguryeo, het noordelijke rijk van de Drie koninkrijken van Korea. Zijn volledige, postume, naam betekent vrij vertaald: "De zeer grote koning, uitbreider van territorium, vrede en veiligheid, begraven in Gukgangsang", soms afgekort tot Hotaewang of Taewang. Hij noemde zichzelf tijdens zijn regering Yeongnak en werd Koning Yeongnak de Grote genoemd.